# Salomon Resnik
Pour les articles homonymes, voir Resnik.
Salomon Resnik, né le 1er avril 1920 à Buenos Aires et mort à Neuilly-sur-Seine le 16 février 2017 est un psychanalyste et psychiatre argentin, membre de l'Association psychanalytique internationale.

## Parcours de formation et professionnel

### Formation
Né en Argentine de parents ukrainiens, juifs originaires d'Odessa, il passe son enfance et son adolescence à Buenos Aires, où il fait ses études de médecine et de psychiatrie, à la faculté de médecine de l'UBA. Il se forme à la psychanalyse, notamment avec Enrique Pichon Rivière. Il est admis comme membre associé de l'Association psychanalytique argentine (APA) en 1954 et comme membre titulaire en 1957. À l'issue de sa participation au 19e congrès de l'Association psychanalytique internationale à Genève, en 1955, il décide de quitter l'Argentine et de continuer sa formation psychanalytique en Europe. Il poursuit d'abord ses activités à Paris, en 1957, puis à Londres où il demande une supervision à Melanie Klein. Il  effectue avec Herbert Rosenfeld à Londres une nouvelle tranche de psychanalyse. C'est plus tard qu'il se rapproche de la pensée de Wilfred Bion, une autre rencontre essentielle dans son parcours, dont il suit le séminaire durant les années 1960, puis qu'il fait venir pour des séminaires en France plus tard, alors qu'il exerce lui-même comme psychanalyste à Paris, à la fin des années 1960, jusqu'en 1978.
Il est membre de la Société française de psychothérapie psychanalytique de groupe (SFPPG), et en est le président de 1990 à 1994.
Salomon Resnik a exercé principalement comme psychanalyste à Paris. Il a également mené une activité de psychanalyste à Venise où il a travaillé avec de nombreux praticiens dans des groupes de formation et de supervision.
Il est notamment connu pour ses travaux originaux sur la psychose dont il fait une analyse de la communication et du langage dans l'ouvrage Personne et psychose (2000). Espace mental (1994) et Temps des glaciations (1999) sont ses deux autres ouvrages importants.

### Hommages
Pour ses 80 ans, en novembre 2000, la ville de Venise organise en son honneur une journée d'hommage à la Fondation Cini, sur l'Île de San Giorgio Maggiore.
Le 12 octobre 2012, il est fait docteur honoris causa en sciences philosophiques de l'université de Calabre, et reçoit le prix Telesio d'Argento de la ville de Cosenza, en lien avec ses interventions au sein de l'Association pour la recherche, la formation et la diffusion de l'analyse de groupe et le travail analytique dans l'institution.

### Publications
- Temps des glaciations. Voyage dans le monde de la folie, Erès, Coll. « Transition », 1999  (ISBN 2865864464)
- L'expérience psychotique, Lyon, Césura, 1987,  (ISBN 2905709049)
- Personne et psychose. Études sur le langage du corps, Éditions du Hublot, 1999, préf. de Horacio Etchegoyen,  (ISBN 2912186080)
- (it) Sul fantastico : Tra l'immaginario e l'onirico, Ed Bollati Boringhieri, 1993  (ISBN 8833907848).
- (it) Sul fantastico : Impatti estetici, Ed. Bollati Boringhieri, 1996  (ISBN 9788833909295);
- Espace mental. Sept leçons à l'université, Ramonville St.Agne, Erès, 1994  (ISBN 2865862968)
- Biographie de l'inconscient, Paris, Dunod, 2006,  (ISBN 2100505270)[10].
- La mise en scène du rêve, Payot, 1984  (ISBN 2228222607)
- « Conversation avec Enrique Pichon-Rivière », in Eduardo Mahieu & Martin Reca (dir.), Enrique Pichon-Rivière : une figure marquante de la psychanalyse argentine, L'Harmattan, 2006  (ISBN 2296004008)
- « L’enfant dans la ville : expériences sur l’espace-temps vénitien avec des enfants d’âge scolaire », Cliopsy, 1, 2009, p. 69-93.
- « Le narcissisme destructeur. Ses vicissitudes dans le transfert », Revue de psychothérapie psychanalytique de groupe, n°55, 2010/2, p. 29-40.
- « Réflexion sur autisme et psychose. Hommage à Frances Tustin », Journal de la psychanalyse de l'enfant, 2011/2, vol. 1, p. 209-230.
- « Bion et moi », Le Coq-Héron, n°216, 2014/1, p. 69-75.
- Vedo cambiare il tempo. Metafisica del macchinismo e le passioni dell'anima, Edizioni Mimesis/Frontiere della Psyche, 2015   (ISBN 9788857530673)